# نرجه
نَرجه یکی از شهرهای استان قزوین ایران است که در مختصات جغرافیایی ۴۹ درجه و ۶۳ دقیقه شرقی و ۳۵ درجه و ۹۷ دقیقه شمالی و در ارتفاع ۱۲۹۹ متر از سطح آب‌های آزاد قرار دارد. این شهر در بخش مرکزی شهرستان تاکستان قرار گرفته و براساس نتایج سرشماری عمومی نفوس و مسکن (۱۳۹۵) ۵۶۰۴ نفر در آن زندگی می‌کنند که شامل ۲۸۶۰ مرد و ۲۷۴۴زن می‌شود. این تعداد افراد در قالب ۱۶۶۱ خانوار زندگی می‌کنند و متوسط تعداد جمعیت در هر خانوار شهر نرجه ۳/۳۷ نفر است. مردم نرجه به زبان ترکی آذربایجانی صحبت می‌کنند.
طبق مصوبه دی ماه ۱۳۸۳ وزارت کشور این مکان به لحاظ وسعت و کثرت جمعیت از روستا به شهر نرجه ارتقا یافت.
در لغتنامه دهخدا دربارهٔ نرجه پیش از اینکه به شهر تبدیل شود، آمده‌است: "قصبه‌ای است از دهستان دودانگه بخش ضیاآباد شهرستان قزوین، در ۱۸ هزارگزی مشرق ضیاآباد در جلگه معتدل هوایی واقع است و ۲۳۳۹ تن سکنه دارد. آبش از رودخانه خررود، محصولش غلات و کشمش و بادام و گردو، شغل اهالی زراعت است.
همچنین در فرهنگنامه "عمید" چنین نوشته شده که نرجه در لغت به فتح نون به معنی صف، حلقه، دسته‌ای از مردم یا دسته‌ای از پرندگان، حلقه زدن لشکر برای شکار می‌باشد.
شهر نرجه در حال حاضر به عنوان مرکز آزمون آبیاری مکانیزه باغات انگور در ایران (طرح مدیریت یکپارچه سامانه آبیاری موضعی) شناخته شده‌است و مطالعات کارشناسان در این حوزه ادامه دارد.
به لحاظ بافت شهرسازی، نرجه یک شهر گسترش یافته در راستای شمال به جنوب است که واحدهای مسکونی، اداری و تجاری آن در بخش شمالی و مزارع و باغات کشاورزی آن در بخش جنوب و شرق مستقر هستند. بلوار اصلی نرجه که این شهر را به دو بخش غربی و شرقی تقسیم می‌کند و از شمالی‌ترین نقطه شهر تا مرکز شهر ادامه یافته‌است، بلوار خمینی نام دارد.
در منطقه نرجه انواع مختلف انگور از قبیل بیدانه سفید و قرمز، عسگری، شاهانی، یاقوتی، ملایی، سابی (سحابی- صحابی)، احمدی، گوهر، چفته، انگور سیاه، رودبار، یزندای، شاهانی سفید، ریش بابا (میش پستان)، شصت عروس، فخری، انگور شل (مثقالی)، کره رویه، ممیجکه،

## تپه باستانی نرگه
تپهٔ باستانی نرگه: تپه باستانی نرگه به درازای ۲۲۰ متر و پهنای ۱۸۰متر و بلندی ۲۶ متر از سطح زمین می‌باشد. این تپهٔ کهن در درون دشت هموار تاکستان و در شهرنرجه گرفته‌است. این تپه بزرگ‌ترین تپه باستانی منطقه تاکستان قزوین است. آثار بدست آمده از این تپه مربوط به عمق ۵/۸ متر است و به هزارهٔ نخست میلادی تا عصر صفوی تعلق دارد.

## امامزاده زرلان نرجه
بقعه امامزاده زرلان واقع در شهر نرجه، در حدود شش کیلومتری تاکستان (قزوین)، در فاصله یک کیلومتری جاده تاکستان (قزوین) به همدان و در ضلع جنوبی جاده قرار دارد. بنای این امامزاده چهار گوشه دارد که گوشه‌های آن از خارج به صورت هلال درآمده‌اند و چنان می‌نماید که در چهارجانب بنا، چهار دیوار هلالی ساخته‌اند. گنبد بنا با گردنی گرد، در وسط یک چهارضلعی استوار شده و در ارتفاع در حدود هشت متری آن دور تا دور، یک رج آجر به شیوه دندانه‌دندانه چیده شده‌است. از این رج به بالا، پوشش اصلی گنبد به گونه‌ای انجام شده که گنبد شکل خاصی مانند گنبد «بقعه پیر» در تاکستان (قزوین) پیدا کرده‌است. در دوسوی در ورودی، با فاصله یک متر از هر طرف، دو دیوار ساخته شده‌است که نمای آنها به صورت دو جرز به عرض تقریبی نیم‌متر دیده می‌شود. بالای جرزهای دوگانه به صورت هلالی درآمده و کمی از سطح سقف بالاتر رفته‌است. در بالای در ورودی، سر دری به شکل یک مهتابی کار گذاشته شده‌است. در وسط در و دیوار امامزاده، محل دو پنجره مستطیل شکل به چشم می‌خورد که بغل درگاه آنها یک قطعه سنگ مرمر سفید است. این دو پنجره، بعدها مسدود گردیده‌اند. در داخل بنای امامزاده، دو قبر قرار دارد که آنها را منسوب به شاهزاده اسحاق و شاه‌زاده ابراهیم- برادران حضرت امام رضا (ع) می‌دانند. در داخل این امامزاده هیچ گونه نوشته و کتیبه‌ای وجود ندارد؛ ولی آنچه جالب است، نحوه ساختمان بخش پایین و شیوه گنبدسازی آن است که در نوع خود از طرح‌های جالب توجه در منطقه قزوین به‌شمار می‌رود.